# 肺高壓
肺高壓（英語：pulmonary hypertension，PH，PHTN）或称肺動脈高壓，是指因多种心、肺或肺血管疾病引起肺动脉压力升高，超过正常值的病理性状态，属于呼吸系统疾病中的肺循环疾病。一般地，在标准海平面和静息下肺动脉收缩压超过30mmHg或舒张压超过15mmHg，或是肺动脉均压（mPAP）超过20mmHg，即认定肺动脉高压。肺动脉高压呈进行性发展，会引起肺循环阻力增加，导致右心负荷增大，最终导致右心衰竭，继而引发一系列临床表现。
肺动脉高压患者临床症状无特异性，可呈现呼吸困难、干咳、 晕厥、胸闷、胸痛和疲劳等症状，且活动后表现明显。对于重症患者，多有右心功能不全问题，临床可有颈静脉充盈、肝淤血、下肢、腹部或全身水肿等症状。根據最新的分類，肺高壓共有六種形式。

## 症狀及徵象

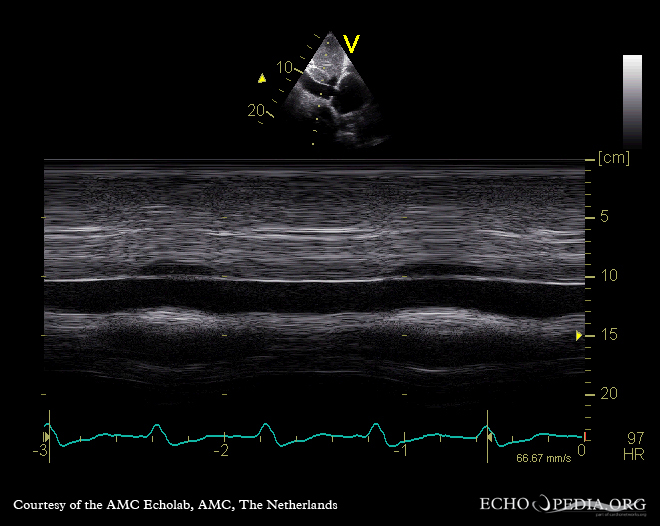
严重三尖瓣关闭不全和肺动脉返流

肺高壓的症狀包含：
- 呼吸困难
- 疲倦
- 胸痛
- 心悸（心搏速率增加）
- 右腹疼痛
- 食欲不振
- 頭昏目眩
- 暈厥或昏厥
- 下肢浮腫（英语：Swelling (medical)）
- 發紺

較罕見的症狀包含乾咳、運動時暈眩和嘔吐。部分患者有咳血的現象，特別是肺高壓的某些亞型，如遺傳性肺動脈高壓、艾森門格症侯群，和慢性栓塞型肺動脈高壓等。肺靜脈高壓的典型症狀為臥姿時呼吸困難（端坐呼吸及陣發性夜間呼吸困難），肺動脈高壓則無此現象。
其他典型症狀包含較強的第二心音。另外右心室肥大也會造成右心室產生第三心音，以及胸骨旁起伏。右心衰竭導致的全身性鬱血則可能合併有頸靜脈屈張、腹水，以及肝頸動脈回流 。
另有證據顯示肺動脈高壓也可能導致三尖瓣閉鎖不全以及肺動脈瓣逆流。

## 病因
肺高压的病因常不明，也可由呼吸系统、循环系统疾病导致的肺动脉压力增高。1973年，世界卫生组织首次嘗試將肺高壓分類，當時分為原發性肺高壓，以及次發性肺高壓兩大類，並將初級肺高壓分為「叢狀動脈型」（arterial plexiform）、「靜脈阻塞型」（veno-occlusive），以及「血栓栓塞型」（thromboembolic）等。1988年埃維昂萊班會議將次級肺高壓按原因分類。隨著新研究的進展，2008年在达纳角召開的第四屆世界肺動脈高壓研討會更新了定義。以下為達納點的分類系統：
- WHO第I類：肺動脈高壓（PAH）
  - 特發性肺高壓
  - 遺傳性疾病肺高壓
    - BMPR2（英语：BMPR2）
    - ALK1（英语：ALK1）、endoglin（英语：endoglin）（可譨合併有遺傳性出血性血管擴張症）
    - 未知

  - 藥源性及毒源性
  - 與其他疾病相關的肺高壓
    - 結締組織疾病
    - 艾滋病
    - 門靜脈高壓
    - 先天性心臟病
    - 血吸虫病
    - 慢性溶血性貧血（英语：hemolytic anemia）（包含鐮刀型紅血球疾病）

  - WHO第I'類：肺靜脈阻塞性疾病（英语：Pulmonary veno occlusive disease）（PVOD），以及肺微血管瘤（英语：pulmonary capillary hemangiomatosis）（PCH）
    - 特发性
    - 可遗传（EIF2AK4突变）
    - 药物、毒素和辐射诱发
    - 相关条件：结缔组织病， HIV 感染

  - WHO第I''组：新生儿持续性肺动脉高压
- WHO第II類：左心衰竭引起的肺高壓
  - 心臟衰竭
  - 心舒期障礙（英语：Diastolic dysfunction）
  - 心瓣膜疾病（英语：Valvular heart disease）
- WHO第III類：呼吸系統疾病或缺氧所引起的肺高壓
  - 慢性阻塞性肺病（COPD）
  - 間質性肺病
  - 其他包含限制性及阻塞性肺疾合併症狀的肺疾病
  - 睡眠呼吸障礙（英语：Sleep-disordered breathing）
  - 肺泡通氣量減少疾病
  - 長期處於高海拔地區（英语：Effects of high altitude on humans）
  - 先天性發育障礙
- WHO第IV類：慢性栓塞性肺高壓（CTEPH）
- WHO第V類：因不明数量性状基因座所導致的肺高壓
  - 血行疾病（英语：Hematologic disease）：骨髓增殖性疾病、脾臟移除（英语：splenectomy）
  - 全身性疾病（英语：Systemic disease）：结节病、肺朗格漢斯

組織細胞增生症：肺淋巴管平滑肌增生症、神經纖維瘤、血管炎
- - 代謝疾病：肝醣儲積症、高雪氏症、甲狀腺疾病
  - 其他：腫瘤阻塞、纖維化縱膈膜炎（英语：fibrosing mediastinitis）、洗腎的慢性肾脏病患者

尸检结果显示，重症百日咳亦有可能造成肺动脉高压，总体发病率为11%~39%。

## 治療
肺高壓可利用藥物控制病情發展的程度，若針對第一型肺動脈高目前主要分有三種不同的標靶治療途徑：
1．内皮素1
2前列環素(PGI:途徑）
3一氧化氮途徑
而目前針對此三種不同途徑的藥物如下列所述:
1.內皮素1途徑--Bosentan、Macitentan(雙重ETA-ETB拮抗劑)、Ambrisentan（選擇性ETA受體拮抗劑)
2.前列環素(PG₂I)途徑--Epoprostenol、lloprost、Treprostinil（三者皆為PGl₂類似劑）、Selexipag（PGl受體奮劑）
3.一氧化氮途徑--一氧化氮氣體（刺激可溶性鳥苷酸環化酶）、Sildenafil（PDE5抑利劑）、口服Riociguat（直接sGC刺激劑）
由於肺高壓不能根治，若已引發較嚴重的心臟衰竭，就需要進行心肺移植，由於器官移植輪候需時，所以一旦確診，除藥物控制病情外，醫生都會安排病人排入器官移植的等候名單，以期病人在症狀惡化至嚴重心臟衰竭前，有適合器官進行移植手術。

## 延伸閱讀
- Rubin LJ, Badesch DB. . Ann. Intern. Med. 2005, 143 (4): 282–92  [2016-12-07]. PMID 16103472. doi:10.7326/0003-4819-143-4-200508160-00009. （原始内容存档于2009-06-17）.
- Abman, SH; Hansmann, G; Archer, SL; Ivy, DD; Adatia, I; Chung, WK; Hanna, BD; Rosenzweig, EB; Raj, JU; Cornfield, D; Stenmark, KR; Steinhorn, R; Thébaud, B; Fineman, JR; Kuehne, T; Feinstein, JA; Friedberg, MK; Earing, M; Barst, RJ; Keller, RL; Kinsella, JP; Mullen, M; Deterding, R; Kulik, T; Mallory, G; Humpl, T; Wessel, DL. . Circulation. 2015-11-03, 132: 2037–99. PMID 26534956. doi:10.1161/CIR.0000000000000329.

## 外部連結
- Pulmonary Hypertension Association
- European Pulmonary Hypertension Association （页面存档备份，存于）
- The Merck Manual Home Edition: Pulmonary Hypertension （页面存档备份，存于）
- Pulmonary Arterial Hypertension database （页面存档备份，存于）
- PH Central - the internet resource for Pulmonary Arterial Hypertension （页面存档备份，存于）
- Webcast: The Changing World of Pulmonary Arterial Hypertension Therapies - American College of CHEST Physicians （页面存档备份，存于）
- OMIM entries on Heritable Pulmonary Arterial Hypertension
- Pulmonary Hypertension Association of Australia （页面存档备份，存于）